# فرودگاه ایالت اورورا
فرودگاه ایالت اورورا (به انگلیسی: Aurora State Airport) (به زبان بومی: Wes Lematta Field) یک فرودگاه همگانی بهره‌برداری هوایی است که یک باند فرود آسفالت دارد و طول باند آن ۱۵۲۵ متر است. این فرودگاه در کشور ایالات متحده آمریکا قرار دارد و در ارتفاع ۶۱ متری از سطح دریا واقع شده‌است.